# Samuel Dushkin

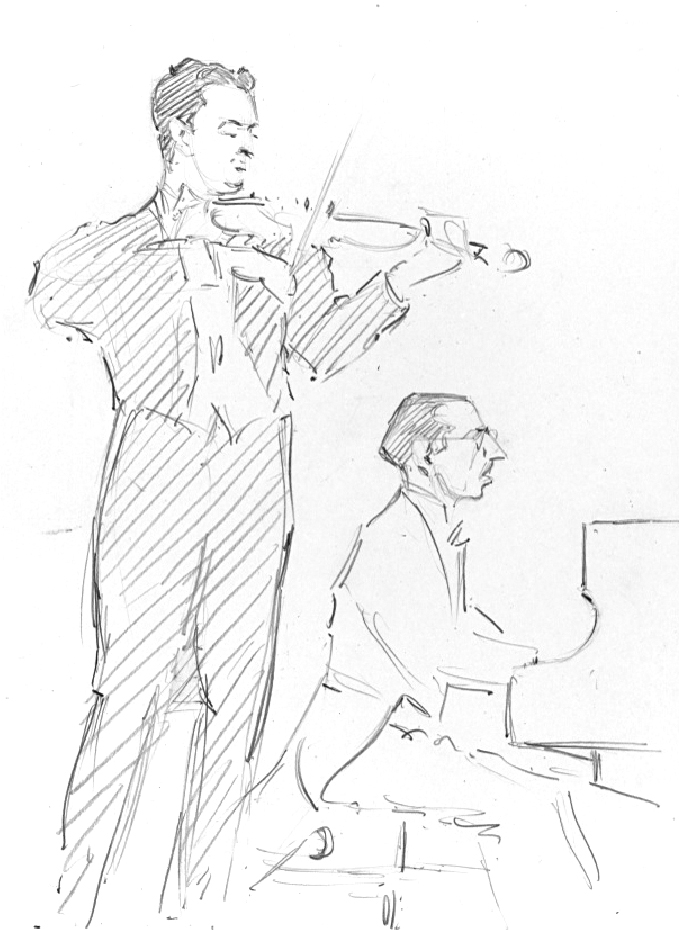
Igor Stravinsky y Samuel Dushkin. Dibujo a lápiz (1930).

Samuel Dushkin (13 de diciembre de 1891- 24 de junio de 1976) fue un violinista estadounidense de origen polaco. De niño emigró a Estados Unidos con su familia. Allí comenzó a desarrollarse musicalmente en la Music School Settlement de Nueva York.

### Biografía

#### Educación
Estudió violín con Guillaume Rémy y composición con Jean-Baptiste Ganaye en el Conservatorio de París. Continuó sus estudios en Nueva York con Leopold Auer y Fritz Kreisler. En 1918 comenzó a realizar diversas giras por Europa, y en 1924 comenzó a actuar por Estados Unidos tras su primer concierto con la Orquesta Sinfónica de Nueva York.

#### Carrera
También realizó numerosas transcripciones de obras de diferentes compositores para su propio uso, y comenzó a hacerse conocido como defensor de la música contemporánea. Dicha reputación se consolidó con el estreno y dedicatoria del Concierto para Violín (1931) y el Dúo Concertante (1932) de Stravinski. El compositor en su autobiografía, describía los “elevados atributos como violinista” de Dushkin y se refería a su “delicada comprensión y, en el ejercicio de su profesión, una muy poco común abnegación”. Dushkin también colaboró con Stravinsky haciendo transcripciones de Pullcinela y el Pájaro de Fuego; e interpretaron estas obras, junto con el Dúo concertante en largos tours por Europa entre 1932 y 1934 con el compositor como pianista. También grabó estas tres obras con el compositor, así como el Concerto en Ré.
Dushkin describió su colaboración con el compositor en un ensayo escrito en 1936. También publicó manuales pedagógicos para el violín, así como ediciones de obras barrocas y clásicas (algunas de ellas composiciones propias atribuidas a otros compositores). 

### Instrumentos
A lo largo de su vida Dushkin poseyó varios violines: un Stradivarius del 1701 “Dushkin-Sandler”, otro Stradivari del 1707 llamado “Dushkin-Bellarosa”, un Bartolomeo Giuseppe Guarneri del Gesù (1742) llamado “Dushkin”, y un Guadagnini. Su Guarneri del Gesú, está actualmente en posesión de Pinchas Zukerman, quien lo compró a la viuda de Dushkin en 1979, quien lo había heredado en 1976, tras la muerte de su marido.